# Peugeot 504
Peugeot 504 var en bilmodel fra den franske bilfabrikant Peugeot, som blev bygget mellem 1968 og 1983 i Europa. Den kan stadigvæk købes som ny bil i Kenya og Nigeria. Modellen blev første gang præsenteret på Paris Motor Show i 1968 som firedørs sedan med 1,8 liters motor. Den fik opmærksomhed for sit moderne udseende og sine gode køreegenskaber, og vandt titlen Årets Bil i Europa samme år.
Et år senere, i 1969, blev 504 også tilgængelig som coupé og cabriolet, første gang vist på Geneve Motor Show. Modellerne var mekanisk set identiske med sedanudgaven.
I 1970 blev 1,8-motoren erstattet af en helt ny 2,0-liters firecylindret motor med 93 hk (med karburator) eller 104 hk (med benzinindsprøjtning). Samtidig kom en helt ny model, 504 Diesel, med en firecylindret dieselmotor på 2,1 liter med 65 hk. Senere samme år blev stationcarudgaven præsenteret, med længere akselafstand og anden bagaksel.
Produktionen ophørte i Europa i 1983, og mere end 3.000.000 eksemplarer var blevet produceret siden startet i 1968. Samtidig startede produktionen i Kenya og Nigeria, hvor den fortsat blev produceret i 2007. Modellen blev også produceret i Argentina frem til 1999.